# Síndrome de DiGeorge
Anomalia ou Síndrome de DiGeorge (SDG) ou Síndrome da deleção 22q11.2 é uma desordem causada pela deleção de um pequeno pedaço do cromossomo 22, próximo do meio do cromossomo, na localização designada com q11.2, ou seja, no braço maior do cromossomo.
A sua prevalência é estimada como 1:4000.
Embora seja comumente chamada de anomalia, o termo síndrome é o mais correto, pois o conjunto de defeitos não são resultantes de uma única causa, mas sim de um conjunto de alterações na formação do embrião. Acredita-se que a anomalia de Digeorge seja o resultado da interferência do desenvolvimento embriológico na 12ª semana de gestação aproximadamente.
Clinicamente, esta síndrome caracteriza-se por:
- Orelhas implantadas mais abaixo do que o normal;

- Boca pequena;
- Fenda palatina;
- Ausência do timo e das paratireoides;
- Anomalias cardíacas;
- Atraso mental;
- Déficit de crescimento;
- Convulsões;
- Cianose;
- hipocalcemia
- Problemas cognitivos e comportamentais.

Em geral não é conhecida a natureza deste defeito de desenvolvimento. Alguns casos são relacionados ao consumo materno de álcool, e raros casos mostram tipos de herança autossômica dominante ou estão associados a translocações envolvendo o cromossomo 22 (logo a SDG é uma doença genética).
Embora o bebê sobreviva ao parto, a vida de uma criança com Digeorge é muito complicada. Entre as anomalias constatadas estão: distúrbios hormonais,alterações faciais(implantação baixa das orelhas, boca em forma de boca de “peixe”), má-formações cardíacas, além de uma série de problemas psiquiátricos,comportamentais e cognitivos.